# Ginnastica ritmica ai XVII Giochi del Mediterraneo
Le competizioni di Ginnastica ritmica ai XVII Giochi del Mediterraneo si sono svolte il 29 e 30 giugno 2013 presso la Mersin Gymnastics Hall di Mersin in Turchia. Il programma ha previso il solo concorso individuale femminila. State ammesse 4 atlete per nazione.

## Calendario
| ● | Competizioni | ● | Finali |

|                    | Giugno |    |    |    |    |    |    |    |    |    |    |    |    |
| Sport              | 18     | 19 | 20 | 21 | 22 | 23 | 24 | 25 | 26 | 27 | 28 | 29 | 30 |
| Ginnastica ritmica |        |    |    |    |    |    |    |    |    |    |    | ●  | ●  |

## Podi

### Donne
| Evento             | Oro                | Perform. | Argento        | Perform. | Bronzo              | Perform. |
| Ginnastica ritmica |                    |          |                |          |                     |          |
| Individuale        | Carolina Rodríguez | 69.967   | Varvara Filiou | 69.017   | Kseniya Moustafaeva | 68.467   |

## Medagliere
| Posizione | Paese   | Oro | Argento | Bronzo | Totale |
| --------- | ------- | --- | ------- | ------ | ------ |
| 1         | Spagna  | 1   | 0       | 0      | 1      |
| 2         | Grecia  | 0   | 1       | 0      | 1      |
| 3         | Francia | 0   | 0       | 1      | 1      |
| Totale    | Totale  | 1   | 1       | 1      | 3      |